# New Order
Об альбоме группы Testament см. статью The New Order.
New Order (МФА: /nju: ˈɔːdə/, в переводе с англ. — «Новый порядок») — британская электроник-рок-группа, образованная в 1980 году в Манчестере членами Joy Division — Бернардом Самнером, Питером Хуком и Стивеном Моррисом.
Взяв новое имя и пригласив новую участницу — Джиллиан Гилберт — New Order продолжили развивать стилистику Joy Division (сингл «Ceremony», 1981). Однако вскоре их меланхоличный постпанк сменился пробами в электронно-танцевальной музыке. Поиск нового звучания отразил второй альбом Power, Corruption & Lies, а кульминацией его стал сингл «Blue Monday» (1983), ставший визитной карточкой коллектива. Последующие альбомы — Low-Life (1985), Brotherhood (1986), Technique (1989) — утвердили ставший характерным для New Order стиль на стыке жанров альтернативного рока и электропопа. В 1990 году записанный группой гимн для футбольной сборной Англии «World in Motion» занял 1-е место, став единственным синглом New Order, возглавившим британский хит-парад. В последующие восемь лет New Order находились фактически в состоянии роспуска, — каждый из членов коллектива занимался своими собственными проектами, — исключением стала лишь работа над альбомом Republic (1993) и серия концертов в его поддержку. В конце 1990-х гг. New Order вновь собрались и записали альбом Get Ready (2001), ознаменовавший новое, более гитарное звучание группы. Тогда же Гилберт вышла из состава New Order, и её заменил гитарист Фил Каннингем. В 2005 году вышел восьмой студийный альбом Waiting for the Sirens’ Call, в котором New Order попытались вернуться к своему типичному альбомному формату 1980-х гг. В 2007 году бас-гитарист Хук заявил об уходе из группы, после чего в деятельности коллектива наступил четырёхлетний перерыв. Осенью 2011 года New Order — без Хука, но с участием Гилберт — собрались для серии концертов. С начала 2012 года группа активно гастролирует по всему миру. В начале января 2013 года был выпущен альбом Lost Sirens, состоящий из записей 2003—2005 гг., предназначенных в своё время для девятого альбома. 25 сентября 2015 года в продажу поступил новый альбом группы — Music Complete.
New Order были самым успешным коллективом манчестерского независимого лейбла Factory Records; после банкротства компании в 1992 году New Order перешли на London Records. К настоящему времени (2012) у группы в Великобритании продано 960 тысяч альбомов, в США — 2 миллиона; выпущены 8 студийных альбомов и 35 синглов, из которых, помимо упоминавшихся, наибольшим успехом пользовались «True Faith» (1987), «Regret» (1993), «Crystal» (2001) и «Krafty» (2005).

## История
Группа была образована из оставшихся участников Joy Division после самоубийства Иэна Кёртиса 18 мая 1980 года, за день до начала их первого турне по Америке. К тому времени Joy Division считались одним из самых обещающих коллективов постпанка; ими было записано два альбома и несколько синглов, получивших в большинстве своём положительную реакцию критиков. Так как Кёртис был олицетворением Joy Division, являясь вокалистом и автором всех текстов их песен, существование группы оказалось под вопросом. Тем не менее гитарист Бернард Самнер, басист Питер Хук и барабанщик Стивен Моррис решили продолжить писать музыку вместе, но под другим названием. По словам музыкантов, у группы была давняя договорённость, что если один из участников группы уходит, то либо группа должна прекратить существование, либо выступать под новым именем. Кроме того, смена названия позволяла избежать сравнений с покойным Кёртисом. Из множества вариантов в итоге были выбраны два — The Witch Doctors of Zimbabwe и New Order; после колебаний, в пользу последнего было набрано больше голосов. Однако новое название (в переводе — «новый порядок») сразу же вызвало в прессе обвинения в фашизме. По словам Самнера, он не имел никакого представления о политической коннотации термина, название же было предложено менеджером Робом Греттоном после увиденного им заголовка газетной статьи о Кампучии.
Впервые после смерти Кёртиса группа выступила 29 июля 1980 года в «Beach Club» в Манчестере без указания своего названия. Было исполнено лишь несколько инструментальных композиций. В этот период в коллективе не было ясного представления о том, кто будет вокалистом. После некоторых колебаний группа отвергла идею приглашения певца со стороны и на последующих репетициях выбор остановился на Бернарде Самнере, который, по его признанию («У меня не было никакого желания становиться певцом»), с неохотой принял на себя роль фронтмена.

### «Movement» и первые синглы (1980—1982)
Осенью 1980 года музыканты возобновили интенсивную концертную деятельность, прерванную смертью Кёртиса. Несмотря на резко возросшую, не в последнюю очередь благодаря смерти Кёртиса, известность их прежней инкарнации, члены группы решили начать свою деятельность «с чистого листа», полностью исключив песни Joy Division из своего репертуара. Отступлением от этого правила стали две композиции — «Ceremony» и «In a Lonely Place», — которые Joy Division успели отрепетировать с Кёртисом за несколько недель до его смерти (более того, концертный дебют «Ceremony» состоялся на самом последнем концерте Joy Division; см. Still). Эти две песни New Order записали во время своего первого американского турне в сентябре.
Дебютный сингл вышел на Factory Records в январе 1981 года и занял 34-е место в общем британском хит-параде (1-е место в категории «инди»). Сингл с интересом ожидали в музыкальном мире, и он получил в большинстве своём положительные отзывы. Продюсером пластинки был Мартин Хэннет, работавший непрерывно с Joy Division с 1978 года.
Выступления довольно быстро выявили нужду в дополнительном члене, так как Самнера сковывало одновременное пение и игра на соло-гитаре; кроме того, почти во всех новых песнях группы был задействован синтезатор, требовавший отдельного внимания. По предложению менеджера, в состав New Order была приглашена 19-летняя знакомая (и будущая жена) Стивена Морриса Джиллиан Гилберт, которой в своё время выпал случай играть с Joy Division, замещая Самнера. В её обязанности вошла игра на ритм-гитаре и синтезаторе. Первое выступление New Order с Гилберт состоялось 25 октября 1980 года. В таком расширенном составе группа перезаписала «Ceremony» (новая версия вышла на сингле в конце 1981 года). 26 января 1981 года New Order выступили в радиопередаче Джона Пила (записи позже вошли в альбом The Peel Sessions), а в апреле состоялся дебют на телевидении на передаче «Celebration» (трансляция состоялась 18 июня).
С марта по май 1981 года New Order ездили с гастролями по Великобритании, после чего посетили Скандинавию и Германию. 20 июня 1981 года группа выступила на рок-фестивале в Гластонбери; телезапись концерта позже вышла в составе DVD «Live in Glasgow» (2008). Между концертами группа в это время работала в студиях Манчестера и Лондона над своим дебютным альбомом и новыми синглами, одновременно дорабатывая незаконченные дорожки Joy Division, готовившиеся к выходу на сборнике «Still». Именно в этот момент стали обостряться отношения между New Order и их продюсером. Хэннет продолжал использовать свои типичные приёмы, которые в своё время стали основой саунда Joy Division — эхо, ревербации, приглушение каналов гитары и бас-барабана, — но у самих музыкантов формировалось уже другое видение своего звука, воплотить которое им мешали авторитарные методы Хэннета в студии. Последней каплей терпения стала работа над новым синглом «Everything’s Gone Green», где Хэннет пытался завуалировать ритм-секцию, а самим музыкантам хотелось наоборот более чёткого, не заглушённого эффектами звука. «Мартин ненавидел бас-барабаны… — вспоминал Самнер. — Мы сказали: „Так, мы хотим барабаны, подними уровень“. В общем, мы буквально вырывали микшерский пульт друг у друга». Хэннет пришёл в раздражение и покинул студию, и музыканты без него доработали песню. Больше с ним они не работали.
Movement — дебютный альбом New Order — вышел 13 ноября 1981 года. Он застал New Order в их заключительной «постдивизионной» фазе: структура песен, тексты, аранжировки, — всё несло в себе ещё узнаваемый дух музыки Joy Division. Голос Самнера, опиравшийся на манеру Кёртиса, был многократно пропущен через эквалайзеры и фильтры, чтобы добиться низкого тембра, не свойственного его голосу. Две песни в альбоме — как отголосок того времени, когда музыканты решали кому быть вокалистом, — исполнены басистом Питером Хуком. Реакция критиков, в своё время с энтузиазмом встретивших последний альбом Joy Division, была сдержанной; в упрёк группе ставились общая безликость вокала и текстов песен. Музыканты сами были разочарованы результатом. Самнер не раз отмечал, что не любит альбом. Пластинка заняла 30-е место в общем британском хит-параде (1-е место в категории «инди»).
На момент выхода альбома New Order гастролировали по США. Выступление 19 ноября в Украинском Народном Доме в Нью-Йорке было записано для видеоконцерта, вышедшего под названием «Taras Shevchenko» (1983; позже включён в состав DVD «3 16»). Именно нью-йоркская клубная жизнь и новые танцевальные ритмы, вкупе с влиянием европейского электронного диско, стали определяющими факторами в смещении акцентов в творчестве группы.
Ещё до «Movement», в сентябре 1981 года, вышел второй сингл New Order — «Procession» с «Everything’s Gone Green» на обратной стороне, из-за которой у группы вышел спор с Хэннетом; пластинка заняла 38-е место в британском хит-параде (1-е место в категории «инди»). Полная версия «Everything’s Gone Green» вышла на третьем сингле в декабре того же года. Именно эта композиция, построенная на секвенсорном лупе, определила траекторию поиска нового звучания New Order. На основе её ритмического рисунка вскоре родилась новая песня — «Temptation».
«Temptation» стала первой самостоятельной работой New Order в качестве продюсеров, и этим, возможно, объясняется достаточно мутное сведение звука и неровный вокал. Она ознаменовала окончательный разрыв со стилистическим наследием Joy Division. При её написании Самнер решил полностью отойти от попыток имитировать лирику и пение Кёртиса, — а именно это ставилось в упрёк «Movement». Песня особенно впечатлила Джона Пила, ведущего музыкальной радиопередачи на Би-би-си, который способствовал популяризации «Temptation». Сингл с песней вышел 10 мая 1982 года и занял 29-е место в британском хит-параде (1-е место в категории «инди»). Для Самнера «Temptation» остаётся наиболее любимой песней в репертуаре группы.
Совладельцы Factory Records — менеджер New Order Греттон и телеведущий Тони Уилсон — уговорили группу открыть в Манчестере диско-клуб, по подобию увиденных ими в Нью-Йорке. Заведение, названное Haçienda, открылось 21 мая 1982 года в здании бывшего магазина яхт. Позже клуб сыграет заметную роль в становлении британского хауса, но в первые пять лет он был мало посещаем.
Заведение с самого начала было проблемным: были вопросы с ипотекой, с налогами, и кроме того на протяжении всего своего 15-летнего существования оно приносило исключительно убытки, — все долги и расходы на его содержание оплачивались за счёт прибыли от пластинок и концертов New Order, поэтому энтузиазм самих музыкантов по этому поводу со временем угас.
Большую часть 1982 года New Order провели в гастролях: в апреле — турне по Европе (Нидерланды, Бельгия, Франция); в июне — концерты в городах Италии; 5 июня группа выступила в рамках фестиваля «Provinssirock» в Финляндии. А 25 ноября началось первое австралийское турне, закончившееся 14 декабря. После чего группа стала работать в студии над новым материалом.
В целом, 1980—83 гг. для New Order были периодом поиска своего звучания, отражавшим интересы музыкантов в различных жанрах (диско, электро, даб, рок 50-х). Особенно отчётливо эта эклектика выразилась на записи для радиопередачи Джона Пила в мае 1982 года (позже вошла в альбом The Peel Sessions). С этого времени члены New Order стали также продюсировать местные манченстерские группы (52nd Street, Section 25, Happy Mondays, The Stone Roses и др.).

### «Blue Monday» и «Power, Corruption & Lies» (1983—1984)
Основная Статья: Blue Monday

Обложка сингла «Blue Monday» (1983)

9 марта 1983 года вышел пятый сингл New Order «Blue Monday», выпущенный исключительно в формате 12-дюймовой пластинки на 45 оборотов. Песня изначально была задумана как полностью электронная композиция на основе диско-ритма и секвенсорных секций для выступлений на бис. На её создание повлияли такие исполнители, как Klein & MBO, Донна Саммер, Chic, Сильвестер, а также музыка Kraftwerk и Эннио Морриконе. Такт «Blue Monday» появился почти случайно благодаря сбою в программе компьютера-секвенсора; корни же композиции уходили в более раннюю песню — «586», — созданную Самнером и Моррисом в начале 1982 года. Питер Сэвилл символично оформил обложку сингла: она представляла собой увеличенную модель гибкой дискеты, подчёркивающей, таким образом, доминирование компьютерных технологий в творчестве группы. Сингл настолько отличался от прежнего стиля New Order, что поначалу вызвал смешанную реакцию среди поклонников и критиков, однако достаточно быстро стал набирать популярность: он дошёл до 12-го места в хит-параде (а при повторном выпуске через полгода — до 9-го, в общей сложности проведя 38 недель в британском хит-параде; в категории «инди» сингл занимал 1-место). Музыканты считали, что достичь более высокого места им помешал дебют песни на телепередаче «Top of the Pops» 31 марта: отказавшись играть под фонограмму, что было обычной практикой, группа самостоятельно исполнила короткую и неровную версию песни. Так или иначе, в своём формате сингл стал самым продаваемым в истории поп-музыки: по всему миру разошлось более 3 миллионов экземпляров.
Следом, 2 мая 1983 года был выпущен второй альбом New Order — Power, Corruption & Lies. Композиции представляли собой гибриды рока и электро. Не в последнюю очередь благодаря популярности «Blue Monday», альбом достиг 4-го места в британском хит-параде (1-е место в категории «инди») и привлёк внимание американского продюсера Куинси Джонса, который предложил группе контракт со своим лейблом Qwest Records для выпуска пластинок в США.
Через месяц, 17 июня 1983 года, New Order отправились в американское турне, во время которого записали новый сингл «Confusion». Запись проходила в нью-йоркской студии Артура Бейкера, продюсера, получившего в то время известность благодаря работе с исполнителями раннего хип-хопа. До приезда New Order у Бейкера уже был подготовлен брейкбитовый ритм, на который группа наложила вокал и свои партии гитар и секвенсоров. Сингл вышел в августе 1983 года, и занял 12-е место; на него, там же в Нью-Йорке, был снят первый видеоклип группы.
В апреле 1984 года вышел седьмой сингл «Thieves Like Us», занявший 18-е место в британском хит-параде (1-е место в категории «инди»). Тогда же New Order отправились в двухнедельное турне по Германии и Скандинавии. Позже, в июле и августе группа приняла участие в нескольких рок-фестивалях Дании, Испании и Бельгии, после чего отправилась в турне по Великобритании, во время которого — 25 августа — выступила в прямом эфире в телеперадаче Би-би-си «Rock Around the Clock», отмечавшей 30-летие рождения рок-н-ролла. Затем в концертной деятельности New Order наступил 5-месячный перерыв, во время которого группа работала в лондонских студиях над новым альбомом.

### «Low-Life» и «Brotherhood» (1985—1987)
Третий альбом группы — Low-Life — вышел 13 мая 1985 года. Именно он утвердил ставшее типичным для New Order звучание, которое балансировало на стыке жанров альтернативного рока и танцевального электропопа. Пластинка заняла 7-е место и хотя поначалу получила сдержанные рецензии, постепенно приобрела широкую поддержку критиков и поклонников. Начиная с Low-Life группа стала включать синглы в альбомы: первым стал «The Perfect Kiss» (май 1985; 46-е место; 1-е место в категории «инди»), вторым — «Sub-culture» (ноябрь 1985; 63-е место; 1-е место в категории «инди»). Столь низкие места в хит-параде объяснялись отсутствием интереса со стороны лейбла и включением песен с синглов в альбом. На песню «The Perfect Kiss» Джонатаном Демми был сделан видеоклип, в котором группа была снята играющей полную, 9-минутную версию песни в своей студии. Ремикс «Sub-culture», выпущенный на сингле, не понравился помимо прочих дизайнеру лейбла Питеру Сэвиллу, причём настолько, что он отказался делать обложку пластинки.
Во время выхода альбома группа гастролировала по Дальнему Востоку и Австралазии. 1 и 2 мая New Order выступили в концертном зале «Kosei Nekin Kaiken» в Токио; второе выступление было записано и выпущено в 1986 году на видеокассете под названием «Pumped Full of Drugs». Тогда же, в токийской студии был записана песня «State of the Nation», которая позже вышла на сингле (сентябрь 1986; 30-е место; 1-е место в категории «инди»). После небольшого перерыва, группа вновь отправилась за границу: в августе прошло турне по Америке, затем в конце года турне по Франции, Нидерландам и Бельгии; в промежутке, в октябре-декабре группа выступала в Великобритании. В целом, такая гастрольная активность группы 1985—87 гг. (за эти три года было дано более 150 концертов) объяснялась проблемами экономического характера (проблемы с налогами и долгами их лейбла и клуба Haçienda). «Я поэтому казался таким невесёлым. Мне было вовсе не весело быть „мистером рок-н-роллом“. Я ненавижу такое давление, — позже признавался Самнер. — Мы могли зарабатывать столько же денег с одного турне по Америке, как с одного альбома. Это очень важный момент, но… мне было достаточно мрачно оттого, что я знал, что я не увижу денег, которые я сам заработал».
Четвёртый альбом Brotherhood, вышедший 29 сентября 1986 года, продолжал стилистику Low-Life, тем более, что часть песен сочинялась одновременно с записью предыдущего альбома. Пластинка записывалась в студиях Лондона, Дублина и Ливерпуля и была условно поделена на две части, соответствующие сторонам альбома — гитарно-акустическую и электронно-танцевальную. Альбом пользовался несколько меньшим успехом чем предыдущий, заняв 9-е место в британском хит-параде. Следом в ноябре вышел единственный альбомный сингл «Bizarre Love Triangle» в ремиксе Шепа Петтибона; несмотря на то, что он занял лишь 56-е место в общем британском хит-параде (но 1-е место в категории «инди»), песня приобрела большую популярность в клубах: в США она достигла 4-го места в хит-параде дискотек. Роберт Лонго снял на песню свой первый видеоклип.
После выхода альбома группа отправилась в гастроли по Великобритании, а затем в 6-недельное турне по Америке, закончившееся 13 декабря 1986 года. Отдохнув, музыканты вновь полетели за границу на гастроли по Японии, Австралии и Новой Зеландии, проходившие с 17 января по 21 февраля 1987 года. Вернувшись, New Order выступили 4 апреля в лондонском зале Brixton Academy; запись этого концерта была выпущена на видеокассете под названием «Academy» в 1989 году.
19 июня 1987 года New Order приняли участие в рок-фестивале в Гластонбери; это выступление транслировалось по радио Би-би-си и в 1992 году было выпущено под названием «Radio 1 Live in Concert». На фестивале состоялась премьера песни «True Faith», которая несколько недель вышла на сингле и заняла 4-е место (1-е место в категории «инди»), став, таким образом, вторым крупным хитом группы после «Blue Monday». Песня повествовала о том, что наркотики делают с людьми, однако явное упоминание о дурмане было убрано в окончательном варианте по совету продюсера Стивена Хейга. Видеоклип к песне был поставлен французским хореографом Филиппом Декуфле, вдохновлённым работами Оскара Шлеммера (в следующем году клип завоевал награду Brit Awards ’88).
«True Faith» была включена в выпущенный 17 августа двойной альбом Substance — первый сборник группы, в который вошли все синглы 1981—1987 гг. «Substance» стал самым успешным альбомом New Order: в Великобритании он занял 3-е место и достиг платинового статуса в Великобритании, США и Канаде. Журнал «Роллинг Стоун» поместил его на 363-е место в списке «500 величайших альбомов всех времён». Издания сборника на аудиокассетах и компакт-дисках дополнительно включали песни с обратных сторон синглов.
Выступив 30 июня 1987 года на фестивале в Рединге, New Order отправились в новое длительное турне по Америке, проходившее с 13 августа по 19 сентября. Именно в это время к группе приходит коммерческий успех в США. Там их пластинки выходили на лейбле Qwest Records, принадлежащем Warner Brothers. Песни New Order также стали появляться в голливудских фильмах. Стивен Хейг, ответственный за музыку к фильму «Милашка в розовом» (1986) использовал три песни группы; одну из них — «Shellshock» — New Order специально записали для саундтрека и затем выпустили на сингле в марте 1986 года (28-е место в британском хит-параде; 1-е место в категории «инди»). «True Faith» была использована в фильме «Яркие огни, большой город», а «Bizarre Love Triangle» — в фильме «Замужем за мафией». В 1987 году к New Order обратилась режиссёр Бет Биллингсли с просьбой написать саундтрек к её фильму «Спасение!». Группа записала 5 композиций, одна из которых — песня «Touched by the Hand of God» вышла на сингле в декабре 1987 года (20-е место в Великобритании; 1-е место в категории «инди»; 1-е место в американском танцевальном хит-параде). Покорение американского рынка продолжилось в 1988 году с выходом в апреле ремикса на «Blue Monday», сделанного Куинси Джонсом, — он занял 3-е место в Великобритании и 1-е в американском танцевальном хит-параде.

### Technique(1988—1989)
После напряжённого гастрольного графика предыдущих лет New Order решили сделать перерыв в 1988 году и посвятить его написанию нового альбома. Для этого в начале лета группа отправилась на испанский остров Ивиса в студию Mediterraneo. Однако вместо работы музыканты большую часть времени проводили в клубах и барах острова, впервые попробовали экстази и спьяну разбили несколько арендованных автомобилей. К концу июля у группы не было записано ничего кроме двух песен и дюжины барабанных дорожек. Было решено перевести сессии в Англию, в студию Real World. Только здесь началась серьёзная работа, продолжавшаяся до конца сентября. Это был первый альбом, для которого коллектив специально писал песни: до этого, ещё с времён Joy Division, большинство песен, как правило, уже какое-то время исполнялось на концертах до записи их в студии.
Закончив запись альбома, New Order отправились в турне по Бразилии, проходившее с 25 ноября по 3 декабря 1988 года. Тем временем вышел первый сингл из нового альбома, «Fine Time», который стал примером влияния стиля эйсид-хаус на New Order. В Великобритании пластинка заняла 11-е место (1-е место в категории «инди»), в США — 2-е в танцевальном хит-параде.
Сам альбом, названный Technique, вышел 30 января 1989 года. Как и предыдущие работы, он сочетал полуакустические песни с танцевальными композициями; последние, однако имели, по словам рок-энциклопедии журнала Rolling Stone, некий оттенок «невесомости», «рассеянности, словно группа была под непомерно большой дозой стимуляторов». Множество запоминающихся мелодических находок и качественное продюсирование, несмотря на устаревшие со временем аранжировки, позволяют многим считать Technique классическим альбомом New Order. Пластинка заняла 1-е место в британском хит-параде.
Следом из альбома вышли ещё два сингла: «Round & Round» (февраль 1989; 21-е место; 1-е место в американском танцевальном хит-параде) и «Run 2» (август 1989; 49-е место). Тираж последней пластинки был уничтожен сразу после выхода из-за судебного иска со стороны Джона Денвера, обвинившего группу в плагиате его песни «Leaving on a Jet Plane».
В поддержку альбома New Order отправились в масштабное турне по США, проходившее с апреля по июль 1989 года с перерывом в мае, в рамках которого группа дала 34 концерта. New Order впервые попробовали исполнять новый альбом целиком. Этот опыт не понравился группе и в последующие годы из новых альбомов игрались лишь несколько номеров. Негативное настроение Самнера, вызванное длительностью турне, усугублялось кроме того чрезмерным употреблением алкоголя; один из концертов пришлось отменить из-за госпитализации певца; отказавшись от алкоголя по наставлению врача, музыкант перешёл на экстази. Во время гастролей, 16 июня, после известий о новых финансовых проблемах Factory Records Самнер объявил членам группы, что по окончании концертных обязательств покидает коллектив, чтобы заняться сольным творчеством. Такое же заявление сделал и Хук под конец выступления на рок-фестивале в Рединге 25 августа 1989 года. После чего, не объявляя официально о распаде, члены New Order разошлись по собственным проектам.

### «Republic» и сторонние проекты (1989—1998)
В последующие десять лет New Order находились фактически в ситуации роспуска, — исключением стала лишь работа над синглом «World in Motion» и альбомом Republic. Первым из членов группы, кто выпустил новый материал, стал Питер Хук и его группа Revenge, выпустившие в ноябре 1989 года сингл «7 Reasons». Сингл как и последующие работы Revenge (их единственный альбом — One True Passion — вышел в июне 1990 года) были прохладно встречены критикой и любителями музыки.
Следом, в декабре 1989 года вышел сингл «Getting Away With It» проекта Electronic, состоявшем из Бернарда Самнера, Джонни Марра (экс-The Smiths) и временно подключившегося Нила Теннанта из Pet Shop Boys. Пластинка заняла 12-е место, а вышедший в мае 1991 года дебютный альбом Electronic достиг 2-го места и был с энтузиазмом встречен в музыкальной прессе. Кроме записей в рамках Electronic, Самнер в эти годы также сотрудничал с 808 State, Technotronic, The Beat Club и Sub Sub.
Стивен Моррис и Джиллиан Гилберт назвали свой проект The Other Two; первой пластинкой стал вышедший в октябре 1991 года сингл «Tasty Fish» (41-е место). Запланированный к выпуску в 1992 году дебютный альбом — «The Other Two & You» — был отложен до ноября 1993 года. Все вокальные партии исполнялись Гилберт (в New Order она не пела).
Весной 1990 года New Order отозвались на предложение записать гимн для сборной Англии по футболу для предстоящего чемпионата. Результатом стал сингл «World in Motion», вышедший 21 мая и достигший 1-го места, — единственная песня коллектива, возглавившая британский хит-парад. В записи «World in Motion» также приняли участие ведущие английские футболисты, включая Джона Барнса, который спел рэп-куплет. Текст песни был написан валлийским комиком Китом Алленом; продюсировал запись Стивен Хейг.
Через год члены группы собрались в студии вновь, однако дальше репетиций дело не пошло. Более сосредоточенно группа приступила к работе в студии в середине 1992 года вместе со Стивеном Хейгом. В этот период финансовые проблемы Factory Records стали принимать угрожающий характер. Роб Греттон и Тони Уилсон торопили группу, надеясь с помощью продаж от нового альбома спасти компанию от краха, тем самым усиливая раздражение внутри коллектива. Однако 24 ноября 1992 года, в разгар работы над новым альбомом New Order, Factory Records были вынуждены объявить о банкротстве. В декабре New Order заключили контракт с London Records (подразделение Warner Bros. Records). London выкупили весь архив записей Factory Records, а также рассчитались за их долги перед группой, выплатив 3 миллиона фунтов стерлингов (по словам Самнера, от Factory к тому времени музыканты ещё ничего не получили от продаж «Technique» 1989 года).
Шестой альбом Republic вышел на London Records 3 мая 1993 года и занял 1-е место, не в последнюю очередь, благодаря синглу «Regret», выпущенному в апреле (4-е место; видеоклип на песню номинировался на награду Brit Awards ’94). «Republic» является наиболее электронно-танцевальным альбомом: лишь открывающую альбом «Regret» можно в полной мере отнести к жанру рока. При записи Хейг задействовал сессионных музыкантов, чтобы создать многослойное звуковое полотно. Спустя десять лет, оглядываясь назад, Самнер признал, что тот момент группа была больше довольна фактом завершения работы над альбомом, чем самой музыкой, которая местами была достаточно слабой. В течение 1993 года вышли ещё 3 сингла: «Ruined in a Day» (июнь; 22-место), «World (Price of Love)» (август; 13-е место) и «Spooky» (декабрь; 22-е место).
В поддержку альбома летом 1993 года New Order выступили на нескольких музыкальных фестивалях в Ирландии, Швейцарии, Дании и ФРГ, после чего отправились в 3-недельное турне по Америке; в перерыве между концертами группа снималась для документально-биографического фильма «New Order Story». Несмотря на цивилизованные хозяйственные отношения между группой и её новым лейблом, накопившаяся раздражённость и стресс стали причиной резкого охлаждения в отношениях между Самнером и остальными членами New Order. Отыграв последний запланированный концерт 29 августа 1993 года на рок-фестивале в Рединге, музыканты, вновь не объявляя официально о роспуске, вернулись к своим сторонним проектам.
Парадоксальным образом, маркетинговые усилия London Records не закончились с распадом New Order. В ноябре 1994 года был выпущен сборник «(the best of) New Order», занявший 4-е место, после чего вышла серия ремиксов на старые песни группы: «True Faith-94» (ноябрь 1994; 9-е место), «Nineteen63» (январь 1995; 21-е место; сингл включал ремиксы на песню «1963», а также новую, вокальную версию «Let’s Go», первоначально записанную в 1987 без вокала), «Confusion (Pump Panel Reconstruction Mix)» (1996; эта версия приобрела популярность спустя два года благодаря фильму «Блейд»). Сборник ремиксов «(the rest of) New Order» вышел в августе 1995 года и достиг 5-го места.
Самнер с Марром приступили к работе над вторым альбомом Electronic в конце 1994 года. «Raise the Pressure» вышел в июле 1996 года и занял 8-е место. Он был записан при участии Карла Бартоса (экс-Kraftwerk). При написании песен Самнер употреблял флуоксетин и принял участие в документальном фильме о влиянии лекарства на творчество. Третий и последний альбом проекта — «Twisted Tenderness» — вышел в апреле 1999 года и достиг 9-го места.

Возвращение на сцену: New Order на фестивале в Рединге 30 августа 1998 года

Питер Хук хотел возродить Revenge, однако музыканты группы к тому времени потеряли к ней интерес. Из них лишь Дэвид Потс вошёл в новый проект Хука — Monaco. Группа выпустила два альбома: «Music for Pleasure» (июнь 1997; 11-е место) и «Monaco» (август 2000). В отличие от Revenge, в Monaco половину песен пел Хук, а половину — Потс. Стиль был изменён от техно-рока в сторону более гитарного саунда брит-попа того времени.
The Other Two выпустили свой второй альбом «Super Highways» в марте 1999 года. Часть песен исполнила Мелани Уильямс, работавшая ранее с группой Sub Sub. Альбом был совершенно лишён раскрутки и прошёл незамеченным.
В 1998 году New Order собрались вместе ради нескольких концертов в Англии: 19 июля состоялся концерт в зале Apollo в Манчестере, 30 августа — на фестивале в Рединге (запись выступления вошла в DVD «3 16»), и ещё два концерта в конце декабря. 24 ноября группа приняла участие в радиопередаче Джона Пила. Новых песен представлено не было, однако в репертуар New Order впервые были включены песни Joy Division («Love Will Tear Us Apart», «Transmission», «Atmosphere» и др.). Несмотря на то, что после этого музыканты продолжили заниматься своими сторонними проектами, теперь они были более положительно настроены на перспективу совместного творчества.

### «Get Ready» и «Waiting for the Sirens’ Call» (1999—2006)
Осенью 1999 года New Order отправились в студию работать над новым материалом. Первым плодом сессий стала песня «Brutal», включённая в звуковую дорожку к фильму Дэнни Бойла «Пляж» (2000). Именно она ознаменовала поворот группы к акцентированному гитарному звуку. Одно время шли разговоры о работе с Ино или Моби, но в итоге был приглашён продюсер Стив Осборн.
Первый за 8 лет альбом — Get Ready — вышел 27 августа 2001 года и развивал стилистику Brutal — большинство песен имело мало общего с танцевально-электронной музыкой, с которой к тому времени ассоциировались New Order. Первый сингл из альбома — «Crystal» (8-е место), — как и третий сингл «Someone Like You» — единственные более-менее электронные композиции на Get Ready.
Перед выходом альбома New Order дали несколько концертов: 18 июля в Ливерпуле, 28 июля на рок-фестивале «Фудзи» в Японии, после чего отправились в небольшое турне по Америке. На этих концертах вместо Джиллиан Гилберт были приглашены играть поочерёдно Бобби Гиллеспи (Primal Scream) и Билли Корган (экс-Smashing Pumpkins), ранее принявшие участие в записи Get Ready. Гилберт вышла из состава New Order, чтобы заняться лечением своей дочери; вместо неё новым постоянным членом группы стал Фил Каннингем. В октябре-ноябре 2001 года New Order выступили с концертами в Великобритании, ФРГ, Франции и Швеции, а в январе-феврале 2002 года прошло австралийское турне. Завершили свой концертный сезон New Order на ряде европейских рок-фестивалей летом 2002 года; выступление в лондонском Финсбери-Парке 9 июня 2002 года было записано и выпущено на DVD «5 11».
В апреле 2002 года на экраны вышел художественный фильм Майкла Уинтерботтома «Круглосуточные тусовщики», повествующий о истории фирмы Factory Records, с которой неразрывно были связаны судьбы Joy Division и New Order. Звуковая дорожка к фильму включала дуэт New Order с Моби, исполненный ими во время концерта в Америке, и новую песню «Here to Stay», записанную вместе с The Chemical Brothers. Выпущенная тогда же на сингле «Here to Stay» заняла 15-е место.
В июне 2002 года New Order переиздали свой футбольный хит-сингл «World in Motion», добавив в него новую песню «Such A Good Thing», специально написанную для передач 5-канала Би-би-си, освещавших Чемпионат мира по футболу 2002 года. В декабре 2002 года вышел бокс-сет Retro, вызвавший смешанную реакцию критиков и поклонников: вместо ожидавшейся ранее полной коллекции синглов и редких песен, в бокс-сет вошли 4 тематических сборника: хиты, ремиксы, концертные записи и лучшие песни из альбомов.
Весной 2003 года New Order записали кавер-версию реггей-хита Джимми Клиффа «Vietnam» для благотворительного сборника «Hope» в помощь детям, пострадавшим в войне в Ираке, после чего занялись работой над новым альбомом.
Восьмой альбом New Order Waiting for the Sirens’ Call вышел 28 марта 2005 года. Отдавая себе отчёт, что их предыдущий альбом был почти совершенно лишён электронного саунда, New Order решили вернуться к своему классическому альбомному формату середины 1980-х гг., который сочетал электронно-танцевальные ритмы и акустику. Запись проходила в студии RealWorld при участии трёх известных продюсеров (Стюарт Прайс, Джон Леки и Стивен Стрит), что в итоге отразилось на стоимости альбома: лейбл потратил 700 000 фунтов стерлингов, которые, как оказалось позже, неокупились, несмотря на то, что альбом при выходе занял 5-е место. Альбом предварил сингл «Krafty» (март 2005; 8-е место); за ним последовали «Jetstream» (май 2005; 20-е место; в записи приняла участие Ана Матроник из Scissor Sisters), «Waiting for the Sirens’ Call» (август 2005; 21-е место) и «Guilt is a Useless Emotion» (исключительно в цифровом формате). Было известно, что во время работы над альбомом группа записала около двадцати песен, и что оставшиеся после «Waiting for the Sirens’ Call» дорожки пойдут в новый альбом.

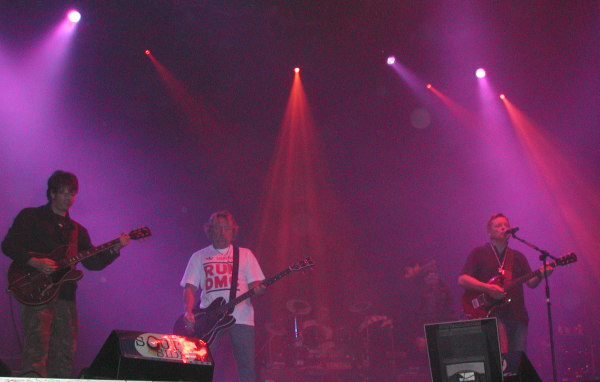
Выступление New Order на фестивале «Southside», ФРГ, 11 июня 2005 г.

В сентябре 2005 года вышел DVD с полной коллекцией видеоклипов «A Collection», спустя несколько недель дополненный двойным сборником «Singles» (14-е место), включавшем все синглы группы 1981—2005 гг. Именно в это время к New Order и Joy Division группе приходит беспрецедентное признание со стороны музыкальной прессы: в феврале 2005 года группа получает награду журнала «Нью-Мюзикл-Экспресс» «NME Godlike Genious», затем в марте получает награду «Lifetime Award» от Dance Music Award в Германии. Журнал Q присудил Joy Division награду «The Q Legend» в октябре 2005, а 16 ноября группа была введена в Зал Славы Британской Музыки. Песня «Guilt is a Useless Emotion» была номинирована на «Грэмми» в категории «лучшая танцевальная запись» в 2005. 25 мая 2006 музыканты New Order получили награду Айвори Новелло за «выдающуюся песенную коллекцию». В 2007 году журнал «Моджо» присудил награду Joy Division за «выдающийся вклад в музыку». В конце 2006 года музыканты группы приняли участие в документальном фильме «Joy Division» Гранта Джи (вышел осенью 2007 года), а затем стали работать над композициями для звуковой дорожки к художественному фильму Антона Корбейна «Контроль» о жизни Иэна Кёртиса. Премьера фильма состоялась на Каннском фестивале 17 мая 2007 года в присутствии членов группы.
В поддержку «Waiting for the Sirens’ Call» New Order в 2005—2006 гг. дали 40 концертов в Европе и Америке, предпочитая выступления в рамках рок-фестивалей. Сначала группа отправилась в небольшое турне по США, проходившее с 29 апреля по 5 мая 2005 года, во время которого группа выступила на фестивале в Коачелье. Затем, в течение двух месяцев New Order выступали на рок-фестивалях в Испании, Португалии, Германии, Бельгии, Италии, Ирландии, Японии и Швеции; на родине группа приняла участие в 4 рок-фестивалях, включая «Гластонбери» и «V Festival». Через год, летом 2006 года группа дала несколько концертов в Великобритании, Испании и Греции. В октябре того же года New Order отправились в недельное турне по Южной Америке. Во время этих гастролей напряжённые отношения между Самнером и Хуком стали причиной нового конфликта в группе.

### Уход Питера Хука (2007—2011)
С начала 2007 года стали циркулировать слухи о распаде New Order, которые члены группы категорически отвергали. Однако в мае Хук написал в своём блоге на MySpace, что группы больше нет, и что он больше не работает вместе с Бернардом Самнером. В течение лета Хук неоднократно подтверждал свою позицию в интервью журналам и в своём блоге. Самнер и Моррис, в свою очередь, опровергали информацию о распаде New Order, заявляя, что намереваются в будущем работать без Хука. Хук в ответ пригрозил судебным иском в случае, если название New Order будет продолжать использоваться. В итоге, было объявлено, что Самнер, Моррис и Каннингем будут работать под именем Bad Lieutenant; в состав новой группы вошли Джейк Эванс (вокал) и Том Чапмен (бас); также в группе короткое время принимал участие Алекс Джеймс из Blur. Дебютный альбом Bad Lieutenant «Never Cry Another Tear» вышел в октябре 2009 года. В его поддержку Bad Lieutenant дали серию концертов. В перерыве между работой с Bad Lieutenant Самнер принял участие в записи сингла «Miracle Cure» германского транс-дуэта Blank & Jones (май 2008), а также композиции «Didn’t Know What Love Was» группы Hot Chip (октябрь 2010).
Питер Хук вошёл в проект Freebass, в котором помимо него также участвовали ещё два бас-гитариста: Энди Рурк (экс-The Smiths) и Гари Маунфилд (Primal Scream; экс-The Stone Roses); одним из вокалистов был Тим Бёрджесс (The Charlatans). Альбом «It’s A Beautiful Life», записывавшийся с середины 2004 года, после неоднократных задержек вышел в сентябре 2010 года, однако его раскрутку и дальнейшую деятельность проекта погубил скандал, вызванный откровенными оскорблениями в адрес Хука, опубликованными в твиттере Гари Маунфилда. После этого Хук сосредоточился на проекте The Light — своей собственной кавер-группе, с которой он гастролирует по миру, исполняя альбомы Joy Division и New Order. В 2009 Хук принял участие в записи альбома Divided by Night американского бигбит-дуэта The Crystal Method. По признанию Хука, желание заниматься новой музыкой отбивает опасение, что коммерческой отдачи от неё не будет из-за интернетного пиратства. Помимо работы с The Light Хук также написал две книги: «The Haçienda: How Not to Run a Club» (2009) и «Unknown Pleasures: Inside Joy Division» (2012).
В июне 2008 вышел двойной DVD «Live in Glasgow»: первый диск представлял записи с двух концертов New Order в Глазго 18 и 19 октября 2006 года и небольшие интервью; второй диск состоял из неизданных концертных видеозаписей 1981—2006 гг. 5 октября 2008 года вышли коллекционные переиздания первых 5 альбомов New Order, вызвавшие многочисленные упрёки по поводу качества, вынудившие лейбл заново выпустить переиздания. 6 июня 2011 вышел сборник Total, который впервые прослеживал траекторию творчества коллектива от Joy Division к New Order в рамках одного диска. Сборник, занявший 51-е место, прежде всего, был примечателен тем, что в него вошла ранее неизвестная песня «Hellbent», записанная во время работы над «Waiting for the Sirens’ Call». В ноябре 2011 года было объявлено о выпуске альбома Lost Sirens, в который включены неизданные песни, оставшиеся с сессий 2003—2005 гг. Однако выход альбома не состоялся по причине юридических претензий со стороны Питера Хука.

### Воссоединение New Order (2011—…)
5 сентября 2011 года Бернард Самнер, Стивен Моррис, Фил Каннингем, Том Чапмен, а также Джиллиан Гилберт неожиданно объявили о двух концертах под именем New Order в октябре в Брюсселе и Париже чтобы собрать средства на медицинскую помощь Майклу Шамбергу, первому американскому представителю Factory Records, а также продюсеру всех видеоклипов группы. Это первые концерты под эгидой New Order без Хука, и первое за 13 лет появление Гилберт на сцене.
С конца 2011 года New Order активно гастролируют по миру: концерты прошли в Южной Америке, Австралии, на Дальнем Востоке, в Европе и Северной Америке.
В январе 2013 года группа выпускает альбом Lost Sirens, состоящий из записей, сделанных в 2003—2005 годах, во время записи альбома Waiting for the Sirens’ Call.
28 июня этого же года группа впервые в своей истории приехала в Россию с двумя концертами, которые прошли в Москве в клубе Stadium Live и в Санкт-Петербурге в клубе А2.
В ближайшее время планируется запись песен, которые предположительно выйдут на новом EP.
25 сентября 2015 года группа выпустила новый альбом — Music Complete.

## Эстетика

Обложка сингла «True Faith» (1987)

New Order, как и Joy Division, были самым успешным коллективом на «независимом» лейбле Factory Records (1978—1992). Группа не имела письменного контракта с фирмой и была абсолютно свободна в самовыражении. Оборотная сторона такой свободы на Factory Records выливалась в слабую раскрутку, нередко в отсутствие таковой вообще.
В 1980-е годы выступления для телевидения и видеоклипов записывались без использования традиционных в таких случаях фонограмм; кроме того, в отличие практики того времени среди электронных групп, проигрывавших на концертах плёнки с заранее записанными фрагментами, New Order осуществляли программирование секвенсоров и синтезаторов на сцене, из-за чего нередки были накладки в аппаратуре и звуке.
В ранний период музыканты группы мало контактировали с аудиторией, очень редко давали интервью прессе, что способствовало созданию культового имиджа вокруг коллектива. Другой отличительной чертой эстетики New Order периода Factory был дизайн их пластинок. Оформителю лейбла Питеру Сэвиллу была дана полная свобода в решении графических задач обложек. В подавляющем большинстве на лицевой стороне обложек пластинок New Order не указывалось ни название, ни имя группы; изображения музыкантов также отсутствовали. Названия песен группы почти ничего не имели общего с содержанием и зачастую выбирались случайно; музыканты не раз подчёркивали нежелание публикации текстов песен, считая что интерпретация слушателями более отвечает интересам музыки. На виниле у синглов, у края вдоль этикетки, проштамповались короткие послания, внешне не имевшие никакого смысла — как правило, это были ссылки на строчки из песен.
Многое изменилось с переходом на крупный лейбл London Records (медиаконцерн Warner) в 1993 году, после краха Factory Records. Новый лейбл занимается более профессиональной раскруткой группы, однако она не находится среди приоритетных исполнителей компании Warner. Оформление пластинок группы претерпело изменения: обложки стали включать обычное имя коллектива и название. То же самое произошло и с названиями песен, которые в большинстве случаев указывают теперь традиционно на рефрен или содержание.

## Состав

### Текущий состав
- Бернард Самнер — ведущий вокал, гитара, синтезатор, музыкальное программирование (1980—1993, 1998—2007, 2011—наши дни)
- Стивен Моррис — барабаны, перкуссия, синтезатор, музыкальное программирование (1980—1993, 1998—2007, 2011 — наши дни)
- Джиллиан Гилберт — синтезатор, музыкальное программирование, гитара (1980—1993, 1998—2001, 2011—наши дни)
- Фил Каннингем — синтезатор, музыкальное программирование, гитара (2001—2007, 2011—наши дни)
- Том Чапмен — бас-гитара, синтезатор, музыкальное программирование (2011—наши дни)

### Бывшие участники
- Питер Хук — бас-гитара, электронные барабаны, синтезатор, музыкальное программирование (1980—1993, 1998—2007)

## Дискография
Указаны только номерные студийные альбомы.
- 1981 — Movement
- 1983 — Power, Corruption & Lies
- 1985 — Low-Life
- 1986 — Brotherhood
- 1989 — Technique
- 1993 — Republic
- 2001 — Get Ready
- 2005 — Waiting for the Sirens’ Call
- 2013 — Lost Sirens
- 2015 — Music Complete[англ.]